# Święta wojskowe w Polsce

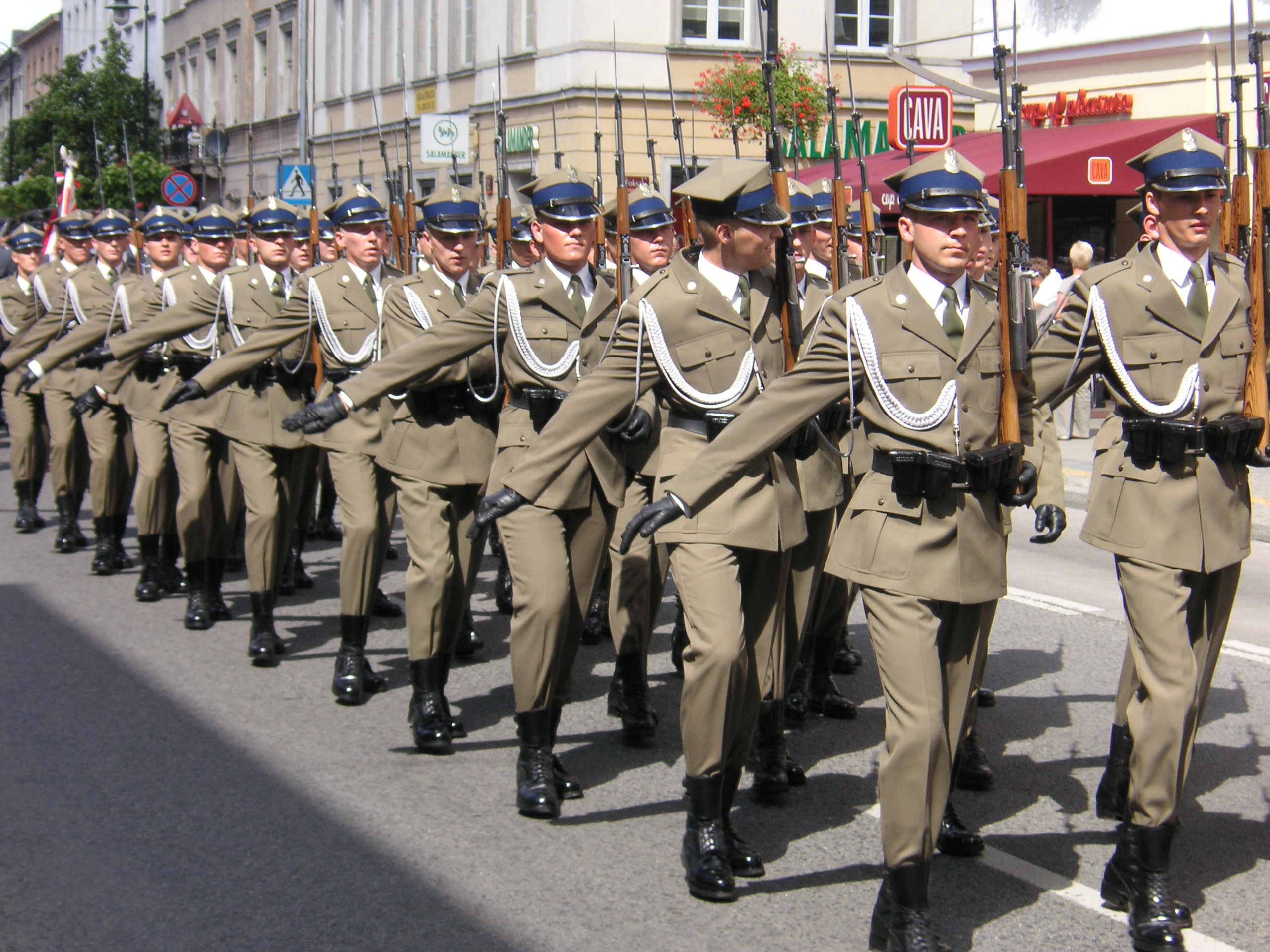
Kompania reprezentacyjna WP podczas defilady w 2006 r.

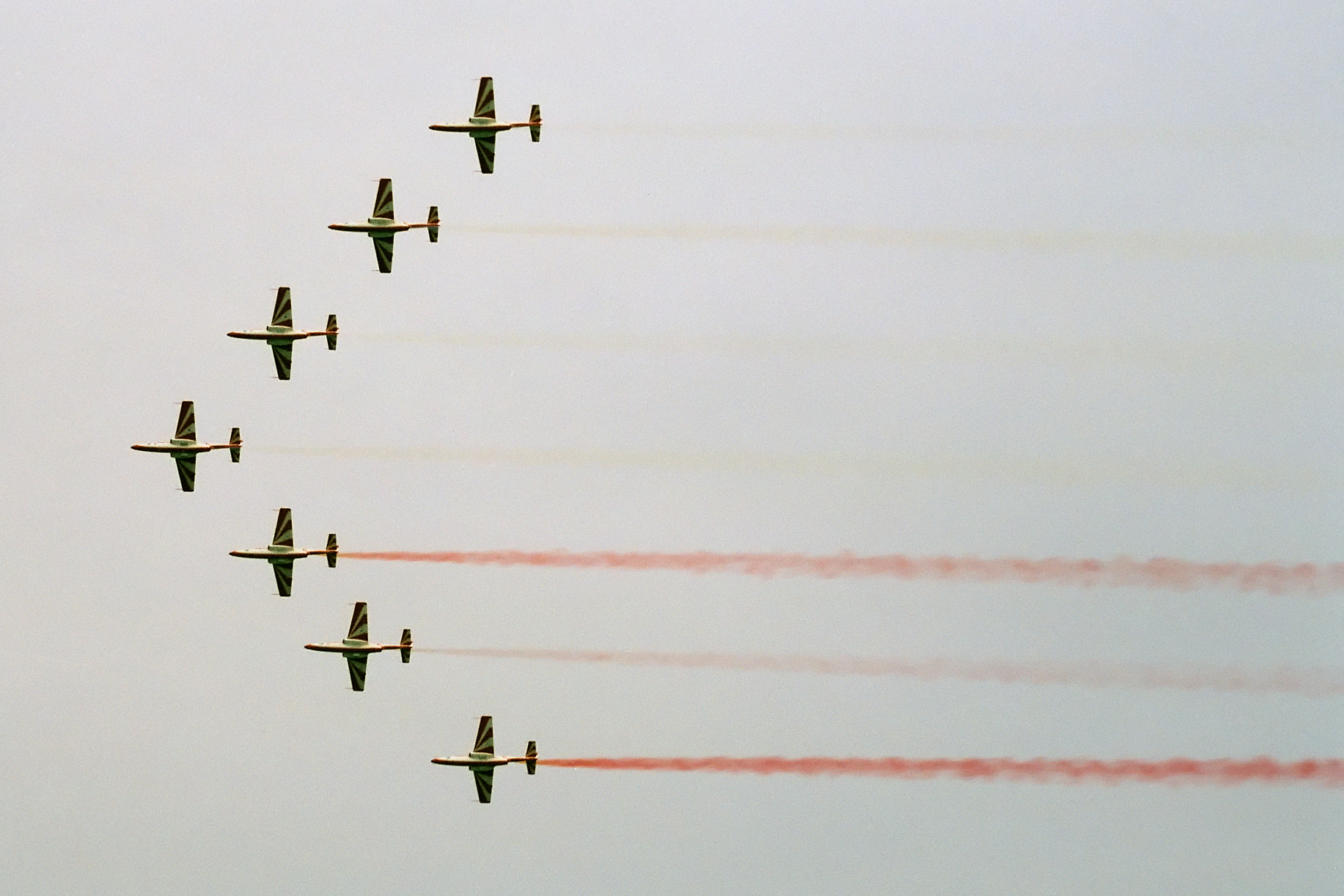
Zespół akrobacyjny Biało-Czerwone Iskry w czasie obchodów święta na Air Show w Radomiu w 2005.

Święta wojskowe w Polsce – ustalone określonymi przepisami wojskowymi dni w roku będące dniami świątecznymi Wojska Polskiego, jego poszczególnych rodzajów sił zbrojnych, wojsk, instytucji lub jednostek wojskowych.
W Wojsku Polskim zasady obchodzenia świąt wojskowych, w tym świąt jednostek, określone zostały w ceremoniale wojskowym.
Szczegółowy wykaz uroczystości i rocznic zawiera Ramowy plan obchodów świąt państwowych, wojskowych i rocznic historycznych wydarzeń z udziałem przedstawicieli najwyższych władz państwowych, Parlamentu Rzeczypospolitej Polskiej, kierownictwa Ministerstwa Obrony Narodowej, Sztabu Generalnego Wojska Polskiego i wojskowej asysty honorowej przygotowywany na dany rok kalendarzowy.

## Święto jednostki wojskowej
Dzień w roku określony decyzją Ministra Obrony Narodowej (wcześniej rozkazami Ministrów Spraw Wojskowych i Obrony Narodowej), będący zazwyczaj rocznicą znaczącego wydarzenia w historii jednostki wojskowej (data sformowania, rocznica zwycięskiej bitwy itp.).
W dniu tym na terenie jednostki lub garnizonu organizuje się uroczyste zbiórki, msze święte, pokazy sprzętu dla ludności cywilnej i inne przedsięwzięcia w uroczystej oprawie. W przeddzień święta jednostek wojskowych dziedziczących tradycje bojowe przeprowadzany jest apel poległych.

## Uroczystości z okazji świąt wojskowych

### Luty
- 23 lutego – Służba Geograficzna WP – Święto Geografii Wojskowej[1]

### Marzec
- 31 marca – Pułk Reprezentacyjny Wojska Polskiego[2]

### Kwiecień
- 4 kwietnia – Wojskowa Służba Zdrowia[3][4]
- 12 kwietnia – Święto Organów Przedstawicielskich Żołnierzy Zawodowych[5]
- 16 kwietnia – wojska inżynieryjne – Święto Sapera (od 1946 w rocznicę sforsowania Odry i Nysy Łużyckiej)[6][7][8]
- 19 kwietnia - Dowództwo Garnizonu Warszawa[9][10]

### Maj
- 21 maja – Dzień Kadeta[11]
- 24 maja – Wojska Specjalne (od 2008)[12]
- 29 maja – Dzień Weterana Działań poza Granicami Państwa (od 2012)[13]

### Czerwiec
- 1 czerwca – służby ruchu lotniczego
- 5 czerwca – Centrum Wsparcia Teleinformatycznego Sił Zbrojnych (decyzja nr 93/MON z 11 kwietnia 2005)[14]
- 6 czerwca
  - wojska chemiczne[15]
  - Centrum Operacji Powietrznych[16] (decyzja nr 141/MON z 3 czerwca 2002)[17]
- 17 czerwca – wojska pancerne i zmechanizowane – Dzień Czołgisty (zarządzenie Nr 22/MON z dnia 9 czerwca 2009 na pamiątkę powrotu do Polski 1 pułku czołgów Armii Polskiej gen. Józefa Hallera w 1919 r.)[18]
- 30 czerwca – Centrum Zarządzania Kryzysowego Ministerstwa Obrony Narodowej

### Lipiec
- 1 lipca – Dowództwo Operacyjne Sił Zbrojnych[a][19]
- 6 lipca – Wojskowy Ośrodek Badawczo-Wdrożeniowy Służby Żywnościowej (decyzja Nr 271/MON z 5 lipca 2006)[20]

### Sierpień
- 28 sierpnia – Święto Lotnictwa Polskiego (święto Sił Powietrznych)
- 31 sierpnia – kawaleria polska (zarządzenie nr 38/MON z 9 października 2009 na pamiątkę bitwy pod Komarowem)[21][22]

### Wrzesień
- 1 września – wojska obrony przeciwlotniczej[23]
- 12 września – wojska lądowe (od 1996 na pamiątkę odsieczy wiedeńskiej Jana III Sobieskiego w 1683)[24]
- 27 września – wojska obrony terytorialnej[25]

### Październik
- 6 października – Inspektorat Wsparcia Sił Zbrojnych (w rocznicę utworzenia w 2006 Inspektoratu)[26]
- 15 października – wojska radiotechniczne (zarządzenie nr 1/MON z 6 stycznia 2005)[27]
- 18 października – wojska łączności i informatyki (w rocznicę utworzenia pierwszego stałego połączenia pocztowego między Krakowem a Wenecją w 1558)[28]
- 25 października
  - Sztab Generalny Wojska Polskiego[29]
  - Wojskowe Służby Informacyjne (do 2006; nieistniejąca jednostka)

### Listopad
- 11 listopada – Order Virtuti Militari w latach 1933-1989 (3 maja w latach 1919-1933)
- 13 listopada – Służba Uzbrojenia i Elektroniki[30]
- 15 listopada – Wojskowe Centrum Geograficzne (od 2009)[31]
- 21 listopada – służba czołgowo-samochodowa (zarządzenie nr 14/MON z 16 marca 2010)[32]
- 23 listopada – Wojskowa Służba Prawna (decyzja Nr 4/MON 8 stycznia 2007)[33]
- 28 listopada – Marynarka Wojenna[34]
- 29 listopada – Dzień Podchorążego (na pamiątkę wydarzeń 29 listopada 1830 pod Belwederem)

### Grudzień
- 4 grudnia – wojska rakietowe i artyleria[35]
- 21 grudnia – Dzień Pamięci o Poległych i Zmarłych w Misjach i Operacjach Wojskowych poza Granicami Państwa (decyzja Nr 296/MON z 23 lipca 2015[36] na pamiątkę śmierci pięciu polskich żołnierzy PKW Afganistan w zamachu w 2011)

## Uroczystości z okazji świąt jednostek i instytucji wojskowych

### Styczeń
5 stycznia:

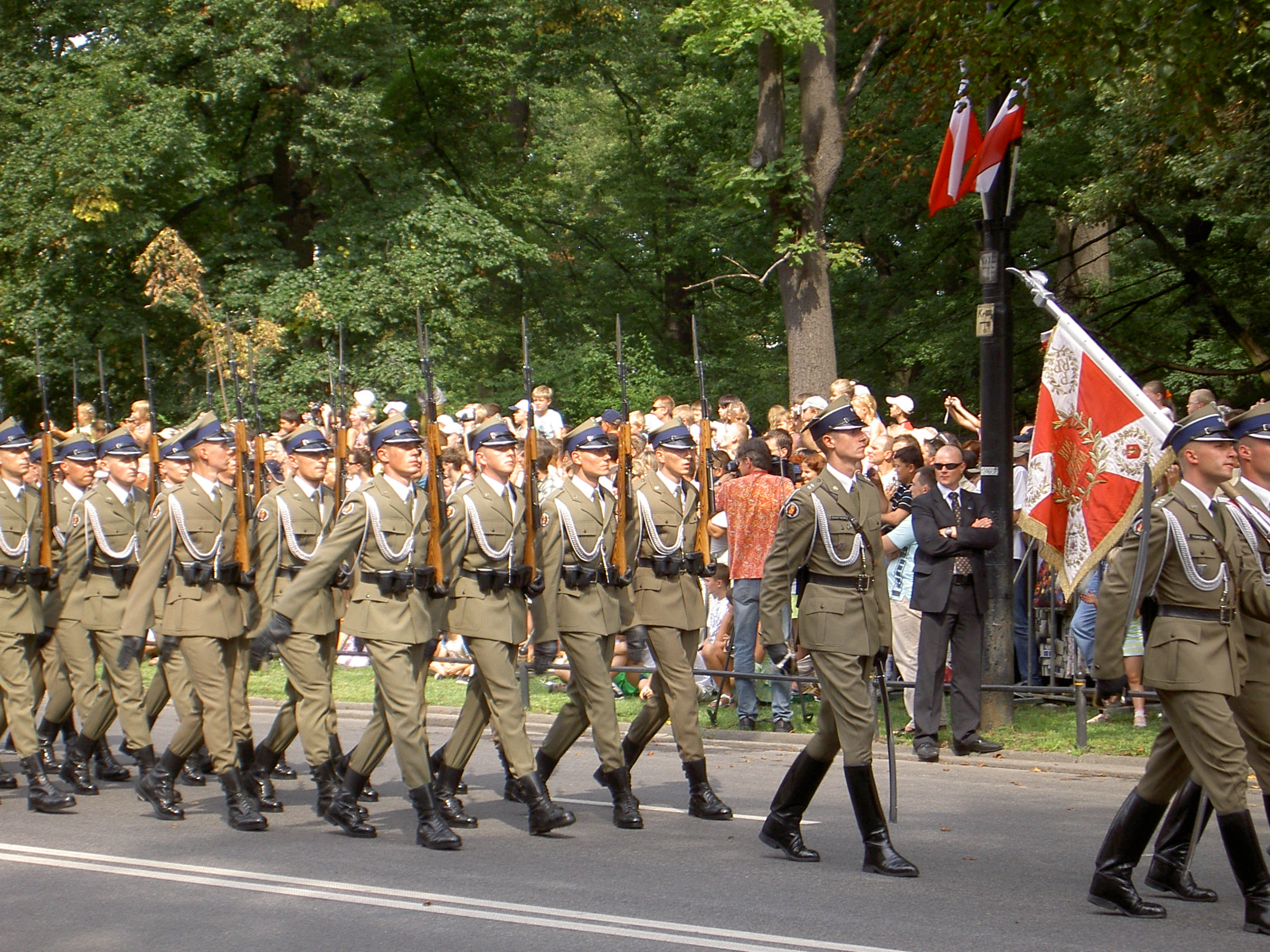
Batalion Reprezentacyjny Wojska Polskiego podczas obchodów Święta WP (15 sierpnia 2007).

- 1 Gdańska Brygada Obrony Terytorialnej

7 stycznia:
- Wojskowy Instytut Medycyny Lotniczej

15 stycznia:
- Wojskowy Instytut Wydawniczy

17 stycznia:
- 49 Warszawski Pułk Zmechanizowany
- 6 Warszawski Pułk Pontonowy
- 7 Warszawski Batalion Saperów

19 stycznia:
- wojskowe jednostki organizacyjne Prokuratury (zarządzenie Nr 1/MON z dnia 6 stycznia 2005)[37]

29 stycznia:
- 27 Batalion Samochodowy

### Luty
2 lutego:
- 105 Pomorski Dywizjon Artylerii Haubic
- 5 lutego:
- 1 Ośrodek Szkolenia Lotniczego
- 2 Ośrodek Szkolenia Lotniczego

8 lutego:
- 2 Pomorska Brygada Artylerii

15 lutego:
- 4 Zielonogórski Pułk Przeciwlotniczy

25 lutego:
- 36 Specjalny Pułk Lotnictwa Transportowego

### Marzec
10 marca:
- 60 Kartuski Pułk Czołgów

11 marca:
- 3 Flotylla Okrętów im. kmdr. Bolesława Romanowskiego w Gdyni

13 marca:
- 10 Warszawski Pułk Samochodowy im. mjr. Stefana Starzyńskiego

15 marca:
- Centralna Składnica Marynarki Wojennej (na pamiątkę utworzenia CSMW rozkazem MSW Nr 2/28 z 15 marca 1928)[38]
- 12 Szczecińska Dywizja Zmechanizowana im. Bolesława Krzywoustego

18 marca
- 16 Batalion Powietrznodesantowy
- 18 Kołobrzeski Batalion Powietrznodesantowy
- 9 Kołobrzeski Batalion Saperów
- 1 Kołobrzeski Batalion Samochodowy
- 2 Kołobrzeski Batalion Samochodowy
- 23 Śląska Brygada Artylerii (daw. 23 Śląska Brygada Artylerii Armat)
- 23 Batalion Radiotechniczny
- 1 Kołobrzeski Batalion Zmechanizowany 3 BZ

23 marca:
- 2 Pułk Strzelców Konnych
- 4 Pułk Strzelców Konnych Ziemi Łęczyckiej
- 7 Dywizjon Ułanów Lubelskich im. gen. Kazimierza Sosnkowskiego

25 marca:
- Wojskowy Instytut Techniczny Uzbrojenia

31 marca:
- Centralny Ośrodek Analizy Skażeń
- 5 Tarnogórski Batalion Obrony Przeciwchemicznej
- 3 Eskadra Lotnictwa Transportowo – Łącznikowego

### Kwiecień
16 kwietnia:
- 13 Pułk Zmechanizowany
- 28 Pułk Zmechanizowany
- 28 Saski Pułk Czołgów Średnich
- 37 Łużycki Pułk Artylerii
- 61 Pułk Artylerii Wojsk OPL
- 66 Pułk Artylerii Przeciwlotniczej
- 69 Pułk Artylerii Przeciwlotniczej
- 75 Pułk Artylerii Przeciwlotniczej
- 16 Batalion Łączności
- 18 Batalion Saperów 2 WDZ
- 48 Batalion Łączności 2 WDZ
- 4 Batalion Saperów 3 PDZ
- 5 Batalion Saperów 4 PDZ
- 1 Batalion Saperów 1 WDZ
- 2 Dywizjon Artylerii Rakietowej 2 WDZ
- 19 Batalion Saperów 8 DDZ
- 21 Batalion Saperów 10 SDZ

19 kwietnia
- 11 Pułk Ułanów Legionowych

22 kwietnia:
- 8 Drezdeński Pułk Czołgów Średnich
- 22 Pułk Artylerii
- 75 Pułk Zmechanizowany
- 24 Drezdeński Pułk Czołgów Średnich

25 kwietnia
- 8 Pułk Lotnictwa Myśliwsko-Szturmowego
- 9 Pułk Lotnictwa Myśliwskiego OPK
- 9 Drezdeński Pułk Artylerii

27 kwietnia:
- 3 Pułk Strzelców Konnych im. Hetmana Polnego Koronnego Stefana Czarnieckiego

28 kwietnia:
- Komenda Portu Wojennego

29 kwietnia:
- 10 Pułk Strzelców Konnych
- 8 Flotylla Obrony Wybrzeża im. wiceadm. Kazimierza Porębskiego
- 10 Batalion Rozpoznawczy Strzelców Konnych
- Centrum Weterana Działań poza Granicami Państwa[39]

30 kwietnia:
- 3 Pułk Przeciwlotniczy im. płk. Włodzimierza Ludwiga
- 25 Batalion Dowodzenia im. mjr. Henryka Dobrzańskiego „Hubala”

### Maj
2 maja:
- 2 Baza Lotnicza

3 maja:
- 22 Batalion Piechoty Górskiej

5 maja:
- 16 Batalion Dowodzenia

7 maja:
- 15 Gołdapski Pułk Przeciwlotniczy
- 12 Batalion Rozpoznawczy Ułanów Podolskich (nieistniejący)

8 maja:
- 3 Pułk Szwoleżerów Mazowieckich
- 5 Pułk Inżynieryjny im. gen. Ignacego Prądzyńskiego
- 1 Morski Pułk Strzelców im. płk. Stanisława Dąbka

9 maja:
- 1 Pułk Strzelców Konnych
- 40 Pułk Lotnictwa Myśliwskiego
- 41 Pułk Lotnictwa Myśliwskiego
- 1 Siedlecki Batalion Rozpoznawczy 1 DZ
- 51 Kościerski Pułk Czołgów Średnich
- 77 Pułk Artylerii Przeciwlotniczej OPK
- 79 Samodzielny Pułk Artylerii OPK
- 81 Samodzielny Pułk Artylerii OPK
- 32 Samodzielny Pułk Artylerii OPK
- 4 Batalion Łączności
- 10 Pułk Samochodowy
- 5 Dywizjon Artylerii 6 PDPD

10 maja:
- 12 Pułk Logistyczny[40]

11 maja:
- 1 Batalion Czołgów im. płk. Józefa Koczwary z Żurawicy.

12 maja:
- 9 Warmiński Pułk Rozpoznawczy

15 maja:
- 35 Pułk Czołgów Średnich im. Ludowych Gwardzistów Warszawy
- 12 Brygada Zmechanizowana
- 40 Eskadra Lotnictwa Taktycznego

14 maja:
- 1 Batalion Łączności 1 WDZ
- 5 Dywizjon Artylerii Rakietowej 1 WDZ

15 maja:
- 8 Pułk Piechoty Legionów

18 maja:
- 2 Korpus Zmechanizowany
- 56 Kujawski Pułk Śmigłowców Bojowych
- 8 Koszaliński Pułk Przeciwlotniczy
- Drukarnia Wydawnictw Specjalnych Sztabu Generalnego Wojska Polskiego
- 33 Baza Lotnictwa Transportowego
- Dowództwo 2 Korpusu Polskiego - Dowództwo Komponentu Lądowego[41]

19 maja:
- 1 Eskadra Lotnictwa Taktycznego Warszawa im. gen. pil. Stefana Pawlikowskiego

20 maja:
- 6 Pułk Strzelców Konnych im. Hetmana Wielkiego Koronnego Stanisława Żółkiewskiego
- 4 Brodnicki Pułk Chemiczny im. Ignacego Mościckiego

25 maja:
- 6 Pułk Pancerny „Dzieci Lwowskich”
- 10 Batalion Powietrznodesantowy (w latach 1995-2001 10 Batalion Desantowo-Szturmowy)
- 21 Baza Lotnictwa Taktycznego

26 maja:
- 21 Brygada Strzelców Podhalańskich im. gen. bryg. Mieczysława Boruty-Spiechowicza
- 6 Pułk Dowodzenia Sił Powietrznych
- 1 Pułk Artylerii Górskiej (II RP)

27 maja:
- 6 Batalion Powietrznodesantowy im. gen. dyw. Edwina Rozłubirskiego

28 maja:
- 21 Batalion Dowodzenia im. gen. bryg. Zygmunta Bohusz-Szyszko 21 BSPodh
- Archiwum Marynarki Wojennej im. kmdr. Bogdana Wrońskiego

29 maja:
- Muzeum Wojska Polskiego w Warszawie

31 maja:
- 3 Brygada Radiotechniczna

### Czerwiec
1 czerwca:
- Ośrodek Szkolenia Nurków i Płetwonurków WP
- wojska pancerne
  - 1 Batalion Pancerny
  - 2 Batalion Pancerny
  - 4 Batalion Pancerny
  - 7 Batalion Pancerny
- 19 Pułk Piechoty Odsieczy Lwowa od 1927
- Szkoła Podoficerska SONDA

2 czerwca:
- 9 Flotylla Obrony Wybrzeża im. kadm. Włodzimierza Steyera

3 czerwca:
- 36 Brygada Zmechanizowana Legii Akademickiej

6 czerwca:
- 29 Szczecińska Brygada Zmechanizowana im. Króla Stefana Batorego
- Ośrodek Szkolenia Poligonowego Wojsk Lądowych z Żaganiu im. gen. dyw. Zbigniewa Ohanowicza
- 10 Wrocławski Pułk Dowodzenia
- 3 Włocławski Pułk Drogowo-Mostowy im. gen. Karola Sierakowskiego

7 czerwca:
- 10 Brygada Łączności[42]

9 czerwca:
- 5 Pułk Strzelców Konnych (II RP)

10 czerwca:
- Wojska Ochrony Pogranicza

11 czerwca:
- 8 Batalion Pancerny

12 czerwca:
- 8 Pułk Strzelców Konnych (II RP)
- 2 Pułk Artylerii Legionów im. Króla Władysława IV
- 5 Pułk Dowodzenia im. gen. dyw. Stanisława Hallera 2 KZ

13 czerwca:
- 2 Pułk Szwoleżerów Rokitniańskich
- Centralna Biblioteka Wojskowa im. Marszałka Józefa Piłsudskiego
- Jednostka Wojskowa GROM

15 czerwca:
- Lotnicza Akademia Wojskowa w Dęblinie

16 czerwca:
- 16 Żuławski Batalion Remontowy

17 czerwca:
- Oddział Zabezpieczenia Centrum Szkolenia Sił Połączonych Organizacji Traktatu Północnoatlantyckiego
- 2 Hrubieszowski Pułk Rozpoznawczy im. mjr. Henryka Dobrzańskiego „Hubala”

18 czerwca:
- 25 Brygada Kawalerii Powietrznej im. Księcia Józefa Poniatowskiego

19 czerwca:
- 6 Dywizjon Artylerii Samobieżnej

20 czerwca:
- 22 Pułk Piechoty (II RP) w latach 20.

21 czerwca:
- 2 Batalion Dowodzenia SOW

22 czerwca:
- 14 Batalion Dowodzenia im. gen. bryg. Juliana Stachiewicza 14 BOT

23 czerwca:
- 6 Samodzielny Oddział Topograficzny

26 czerwca:
- 6 Batalion Dowodzenia

27 czerwca:
- 16 Pomorsko-Warmińska Brygada Zmechanizowana im. Hetmana Koronnego Stanisława Koniecpolskiego

29 czerwca:
- 9 Pułk Strzelców Konnych (II RP)
- 100 Batalion Łączności Brygady Wsparcia Dowodzenia Międzynarodowego Korpusu Północ-Wschód
- 11 Batalion Dowodzenia im. gen. broni Zygmunta Sadowskiego

30 czerwca:
- 1 Pomorska Brygada Logistyczna im. Króla Kazimierza Wielkiego
- 10 Opolska Brygada Logistyczna im. płk. Piotra Wysockiego
- 14 Brygada Obrony Terytorialnej Ziemi Przemyskiej im. Hetmana Polnego Koronnego Jerzego Sebastiana Lubomirskiego

### Lipiec
1 lipca:
- Szkoła Podoficerska Wojsk Lądowych w Poznaniu. spwl.wp.mil.pl. [zarchiwizowane z tego adresu (2017-11-25)].
- Ośrodek Szkolenia Poligonowego im. płk. Jana Szypowskiego „Leśnika” w Nowej Dębie
- Centrum Wsparcia Teleinformatycznego i Dowodzenia Marynarki Wojennej im. płk. Kazimierza Pruszkowskiego
- 5 Ośrodek Przechowywania Sprzętu[43]
- 4 Rejonowa Baza Materiałowa

5 lipca:
- Krakowski Pułk Obrony Terytorialnej im. Bartosza Głowackiego
- 17 Wielkopolska Brygada Zmechanizowana im. gen. broni Józefa Dowbora-

6 lipca:
- 2 Korpus Obrony Powietrznej
- 3 Korpus Obrony Powietrznej

14 lipca:
- 10 Pułk Piechoty (II RP)

15 lipca:
- 15 Giżycka Brygada Zmechanizowana im. Zawiszy Czarnego
- Gdyńska Brygada Lotnictwa Marynarki Wojennej im. kmdr. por. pil. Karola Trzaski-Durskiego

20 lipca:
- Centrum Szkolenia Sił Powietrznych im. Romualda Traugutta (decyzja nr 196/MON z dnia 16 lipca 2002)[44]
- Batalion Reprezentacyjny Wojska Polskiego

22 lipca:
- 5 Pomorska Brygada Artylerii Armat
- Pułk Ochrony im. gen. dyw. Bolesława Wieniawy-Długoszowskiego

26 lipca:
- 7 Pomorska Brygada Obrony Wybrzeża im. gen. bryg. Stanisława Franciszka Grzmot-Skotnickiego

28 lipca:
- 2 Brygada Zmechanizowana Legionów im. Marszałka Józefa Piłsudskiego

29 lipca:
- 7 Pułk Strzelców Konnych Wielkopolskich

### Sierpień
2 sierpnia:
- 1 Brzeska Brygada Saperów im. Tadeusza Kościuszki

5 sierpnia:
- 18 Stołeczna Brygada Obrony Terytorialnej[45]

6 sierpnia:
- 1 Pułk Piechoty Legionów

7 sierpnia:
- 3 Batalion Pancerny

8 sierpnia:
- 10 Brygada Kawalerii Pancernej im. gen. broni Stanisława Maczka

14 sierpnia:
- 3 Zamojska Brygada Obrony Terytorialnej
- 18 Białostocka Brygada Obrony Terytorialnej im. Marszałka Edwarda Rydza-Śmigłego
- 1 Dębliński Ośrodek Szkolenia Lotniczego im. mjr. pil. Eugeniusza
- 8 Batalion Radiotechniczny
- 1 Łomżyński Batalion Remontowy

15 sierpnia:
- 5 Batalion Pancerny
- 6 Batalion Pancerny
- 20 Pułk Artylerii Przeciwpancernej
- 1 Ośrodek Radioelektroniczny
- 14 Jarosławska Bateria Artylerii Przeciwpancernej

18 sierpnia:
- 21 Pułk Piechoty „Dzieci Warszawy”

20 sierpnia:
- 3 Łużycka Dywizja Artylerii OPK
- 2 Brygada Radiotechniczna

23 sierpnia:
- 13 Pułk Lotnictwa Transportowego

28 sierpnia:
- 3 Kaszubski Dywizjon Lotniczy
- Batalion Czołgów „Ułanów Karpackich” 3 BZ

29 sierpnia:
- 2 Mińsko-Mazowiecka Brygada Obrony Terytorialnej im. gen. dyw. Franciszka Kleeberga

31 sierpnia:
- 6 Brygada Kawalerii Pancernej im. gen. bryg. Konstantego Plisowskiego
- Wojskowy Ośrodek Farmacji i Techniki Medycznej im. płk. dr. farm. Karola Czernego

### Wrzesień
1 września:
- 13 Elbląski Pułk Przeciwlotniczy
- Centralny Poligon Sił Powietrznych

3 września:
- 20 Bartoszycka Brygada Zmechanizowana im. Hetmana Wincentego
- 1 Mazurska Brygada Artylerii im. gen. Józefa Bema
- Centrum Szkolenia Marynarki Wojennej im. wiceadm. Józefa Unruga
- Centrum Szkolenia Inżynieryjno-Lotniczego w Dęblinie

4 września:
- 12 Komenda Lotniska
- 3 Eskadra Lotnictwa Taktycznego

5 września:
- 18 Dywizja Zmechanizowana im. gen. broni Tadeusza Buka[46]
- 15 Pułk Piechoty „Wilków”

6 września:
- 2 Mazowiecka Brygada Saperów
- 3 Sandomierski Batalion Radiotechniczny

8 września:
- Batalion Dowodzenia im. gen. broni Leona Berbeckiego 3 BZ

10 września:
- 14 Suwalski Pułk Artylerii Przeciwpancernej im. Marszałka Józefa Piłsudskiego
- 8 Kujawsko-Pomorska Brygada Obrony Terytorialnej im. gen. Elżbiety Zawackiej

11 września:
- 4 Suwalska Brygada Kawalerii Pancernej im. gen. bryg. Zygmunta Podhorskiego
- 19 Samodzielny Oddział Geograficzny

12 września:
- 6 Batalion Logistyczny
- 11 Lubuska Dywizja Kawalerii Pancernej im. Króla Jana III Sobieskiego
- 43 Baza Lotnictwa Morskiego

13 września:
- Centrum Szkolenia Łączności i Informatyki

14 września:
- 15 Pułk Artylerii Przeciwlotniczej
- 16 Samodzielny Pułk Artylerii OPK
- 17 Samodzielny Pułk Artylerii OPK (daw. 17 Pułk Artylerii Przeciwlotniczej)
- 16 Pomorska Dywizja Zmechanizowana im. Króla Kazimierza Jagiellończyka

17 września:
- 5 Kresowy Batalion Saperów

20 września:
- 3 Brygada Zmechanizowana Legionów im. Romualda Traugutta w Lublinie

23 września:
- 6 Brygada Powietrznodesantowa im. gen. bryg. Stanisława Franciszka Sosabowskiego
- 10 Eskadra Lotnictwa Taktycznego

24 września:
- 16 Pomorski Pułk Artylerii

27 września:
- 9 Brygada Kawalerii Pancernej im. Króla Stefana Batorego

29 września:
- 34 Batalion Radiotechniczny

30 września:
- 3 Pułk Piechoty Legionów
- 78 Pułk Rakietowy Obrony Powietrznej im. gen. broni Władysława Andersa

### Październik
1 października:
- Akademia Obrony Narodowej
- Akademia Marynarki Wojennej im. Bohaterów Westerplatte
- Centrum Szkolenia Wojsk Lądowych w Poznaniu
- 5 Batalion Strzelców Podhalańskich 21 BSPodh
- 16 Batalion Zaopatrzenia 16 PDZ

3 października:
- 3 Brygada Zmechanizowana Legionów im. Romualda Traugutta w Zamościu
- 13 Krakowska Eskadra Lotnictwa Transportowego im. ppłk. pil. Jakuba Stanisława Skarżyńskiego

5 października:
- 3 Batalion Ratownictwa-Inżynieryjnego im. ppłk. Rudolfa Matuszka

6 października:
- 18 Bielski Batalion Powietrznodesantowy im. kpt. Ignacego Gazurka (daw. 18 Bielski Batalion Desantowo-Szturmowy)

8 października:
- 3 Warszawska Brygada Rakietowa Obrony Powietrznej
- Jednostka Wojskowa Komandosów w Lublińcu

12 października:
- 1 Warszawska Dywizja Zmechanizowana im. Tadeusza Kościuszki
- 1 Warszawska Brygada Pancerna im. Tadeusza Kościuszki

14 października:
- 1 Legionowski Batalion Dowodzenia

16 października:
- 1 Śląska Brygada Rakietowa Obrony Powietrznej

19 października:
- 15 Brygada Wsparcia Dowodzenia

21 października:
- 13 Pułk Piechoty (II RP)

25 października:
- 61 Skwierzyński Pułk Rakietowy Obrony Powietrznej

28 października:
- 9 Pułk Dowodzenia w Białobrzegach
- 16 Batalion Medyczny

31 października:
- Centralna Grupa Wsparcia Współpracy Cywilno-Wojskowej

### Listopad
3 listopada:
- 22 Pułk Piechoty (II RP)

6 listopada:
- 5 Zgierski Batalion Radiotechniczny

7 listopada:
- 5 Pułk Artylerii

8 listopada:
- 18 Skierniewicki Batalion Radioliniowo-Kablowy
- 49 Pułk Śmigłowców Bojowych

10 listopada:
- 12 Batalion Zaopatrzenia 12 DZ (daw. 14 Batalion Zaopatrzenia)

13 listopada:
- Jednostka Wojskowa Formoza

20 listopada:
- 11 Pułk Łączności Marynarki Wojennej im. płk. Kazimierza Pruszkowskiego

22 listopada:
- 2 Inowrocławski Pułk Inżynieryjny im. gen. Jakuba Jasińskiego

24 listopada:
- Akademia Wojsk Lądowych im. gen. Tadeusza Kościuszki we Wrocławiu

29 listopada:
- Wojskowa Akademia Techniczna im. Jarosława Dąbrowskiego w Warszawie

### Grudzień
1 grudnia:
- 1 Batalion Strzelców Podhalańskich im. gen. bryg. Józefa Kustronia 21 BSP
- 6 Baza Lotnicza

4 grudnia:
- 1 Ciechanowski Pułk Artylerii im. Marszałka Józefa Piłsudskiego

6 grudnia:
- 1 Dywizjon Lotniczy „Ziemi Łęczyckiej” 25 BKPow

10 grudnia:
- 1 Pułk Szwoleżerów Józefa Piłsudskiego
- 1 Dywizjon Szwoleżerów Józefa Piłsudskiego 25 BKPow

28 grudnia:
- 19 Pułk Piechoty Odsieczy Lwowa do 1926

## Uroczystości z okazji świąt państwowych

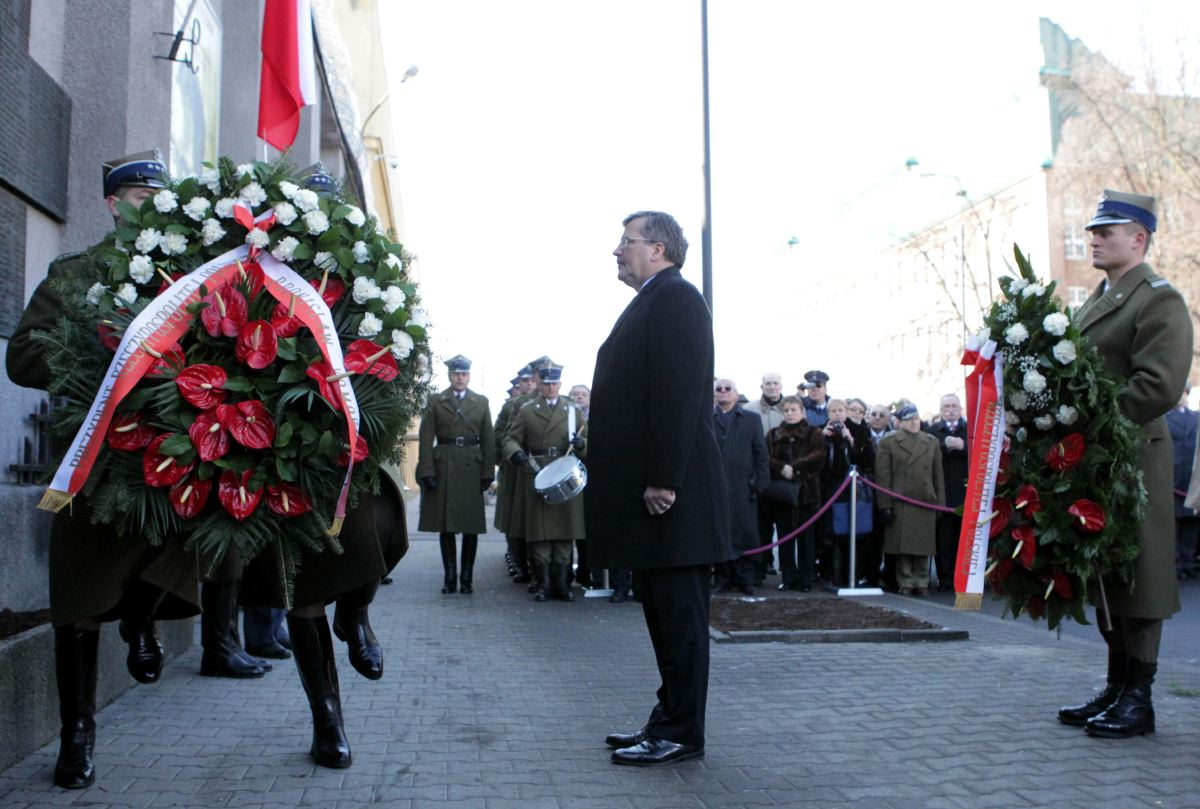
Narodowy Dzień Pamięci „Żołnierzy Wyklętych” – obchody 2011.

- Narodowy Dzień Pamięci „Żołnierzy Wyklętych” – 1 marca
- Dzień Flagi Rzeczypospolitej Polskiej – 2 maja
- Święto Narodowe Trzeciego Maja – 3 maja (dzień wolny od pracy)
- Dzień Zwycięstwa – 8 maja
- Dzień Weterana Działań poza Granicami Państwa – 29 maja[13]
- Święto Żandarmerii Wojskowej – 13 czerwca
- Narodowy Dzień Pamięci Powstania Warszawskiego – 1 sierpnia
- Święto Wojska Polskiego – 15 sierpnia (dzień wolny od pracy przy okazji święta katolickiego Wniebowzięcia Najświętszej Maryi Panny)[47]
- Dzień Solidarności i Wolności – 31 sierpnia
- Dzień Weterana Walk o Niepodległość Rzeczypospolitej Polskiej – 1 września
- Dzień Papieża Jana Pawła II – 16 października
- Narodowe Święto Niepodległości – 11 listopada (dzień wolny od pracy)

## Uroczystości z okazji świąt o charakterze państwowym

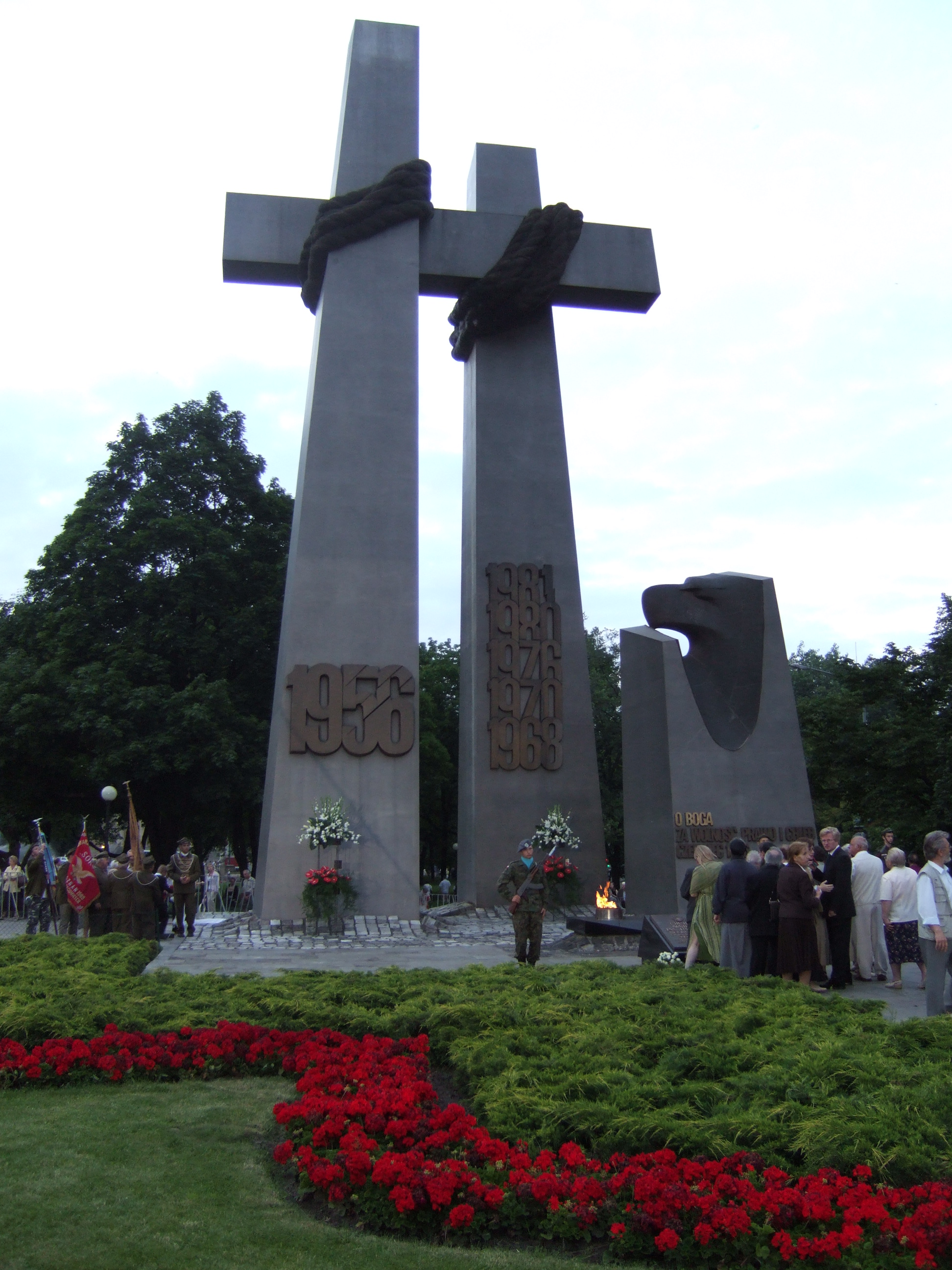
Pomnik Poznańskiego Czerwca podczas obchodów 50 rocznicy w 2006.

- Dzień Pamięci Ofiar Zbrodni Katyńskiej – 13 kwietnia
- Narodowy Dzień Pamięci Ofiar Niemieckich Nazistowskich Obozów Koncentracyjnych i Obozów Zagłady – 14 czerwca
- Narodowy Dzień Pamięci Poznańskiego Czerwca 1956 – 28 czerwca
- Dzień Podziemnego Państwa Polskiego – 27 września

## Uroczystości z okazji innych dni pamięci
- Międzynarodowy Dzień Pamięci o Ofiarach Holokaustu – 27 stycznia (ustanowiony w 2005 przez Zgromadzenie Ogólne ONZ)
- Międzynarodowy Dzień Uczestników Misji Pokojowych ONZ – 29 maja (ustanowiony przez Zgromadzenie Ogólne ONZ w 2002)[48]
- Dzień Pamięci Ofiar Agresji Sowieckiej (zob. Światowy Dzień Sybiraka) – 17 września